# 灌籃高手漫畫章節列表
灌籃高手漫畫章節列表列出日本漫畫《灌篮高手》每一話的標題以及刊載期號。相關翻譯使用台灣大然文化提供的官方譯名。

## 單行本已收錄
| - 001. 櫻木花道（，Sakuragi-kun）（《週刊少年Jump》1990年42號） - 002. 流川楓（，Rukawa Kaede da）（1990年43號） - 003. "blood"（1990年44號） - 004. 黑金剛大猩猩（，Gorirajijii）（1990年45號） - 005. 愛情戰勝一切（，Ai wa Katsu）（1990年46號） | - 006. JAM!（）（1990年47號） - 007. I'm BASKET MAN（，I'm Basuketto Man）（1990年48號） - 008. 櫻木花道入社（，Kadō Nyūbu）（1990年49號） - 009. 基礎最重要（，Kihon ga Daiji）（1990年50號） |

| - 010. 沒有毅力的下午（，Konjō Nashi no Gogo）（1990年51號） - 011. 白髮佛（，Hakuhatsu Hotoke）（1990年52號） - 012. 龍爭虎鬥（，Honmono Taiketsu）（1990年53號） - 013. SKI-WALKER（）（1991年1·2合併號） | - 014. NEW POWER GENERATION（）（1991年3·4合併號） - 015. 下雨的那一天（，Aru Ame no Hi）（1991年5號） - 016. 實力派（，Jitsuryokusha"）（1991年6號） - 017. 柔道男（，Jūdō Otoko）（1991年7號） - 018. WHAT I AM（）（1991年8號） |

| - 019. 大猩猩好心情（，Gori Jōkigen）（1991年9號） - 020. 平庸的帶球上籃很困難（，Shomin no Shūto wa Muzukashii）（1991年10號） - 021. 那種感覺（，Sono Kankaku）（1991年11號） - 022. 「需要研究」（，Yō Chekku Ya）（1991年12號） | - 023. 並非泛泛之輩的傢伙（，Tadamono Ja Nai Otoko）（1991年13號） - 024. 開賽的前一天（，Ashita no Mae no Hi）（1991年14號） - 025. 有緣的兩人（，Innen no Ninin）（1991年15號） - 026. 被稱為秘密武器（，Himitsu Heiki to Yobarete）（1991年16號） |

| - 027. 鬥志旺盛的隊長（，Moeru Kyaputen）（1991年17號） - 028. 來勢洶洶的陵南（，Dotō no Ryōnan）（1991年18號） - 029. 超高中級（，Chō Kōkō Kyū）（1991年19號） - 030. COUNTER ATTACK（）（1991年20號） - 031. 怒火上升（，Uzuuzu）（1991年21·22合併號） | - 032. 危險人物（，Kiken Jinbutsu）（1991年23號） - 033. 心跳加速（，Dokidoki）（1991年24號） - 034. 主角登場!!（，Shuyaku Tōjō!!）（1991年25號） - 035. 這傢伙在搞什麼？（，Nanda Koitsu wa）（1991年26號） |

| - 036. 岡田教練的失算（，Taoka no Gosan）（1991年27號） - 037. 大猩猩不在時（，Gori no Inu Kan ni）（1991年28號） - 038. REBOUND（）（1991年29號） - 039. 籃板王的苦惱（，Ribaundo Ō no Kunō）（1991年30號） - 040. 不對~~~~啦（，Chiga〜〜〜〜u）（1991年31號） | - 041. 天才（，Tensai）（1991年32號） - 042. 死不服輸的櫻木花道（，Makezugirai wa Tomaranai）（1991年33號） - 043. 最後兩分鐘（，Rasuto ni Fun）（1991年34號） - 044. 就是仙道！（，Sendō-kun Desu）（1991年35號） |

| - 045. UNBELIEVABLE（）（1991年36·37合併號） - 046. NO TIME（）（1991年38號） - 047. 呼喚勝利的人（，Shōri o Yobu Otoko）（1991年39號） - 048. NOTHING TO LOSE（）（1991年40號） - 049. 球鞋（，Basshu）（1991年41號） | - 050. 遲到的人（，Okurete Kita Otoko）（1991年42號） - 051. 超級問題兒（，Sūpā Mondaiji）（1991年43號） - 052. 事件（，Jiken）（1991年44號） - 053. 不好的預感（，Iya na Yokan）（1991年45號） |

| - 054. 惹人厭的傢伙（，Yanayatsu dakedo）（1991年46號） - 055. 不良（，Furyō）（1991年47號） - 056. 髒鞋子（，Dosoku）（1991年48號） - 057. SO STICKY（）（1991年49號） - 058. 籃球隊的末日（，Basuke-bu Saigo no Hi）（1991年50號） | - 059. BURST（）（1991年51號） - 060. 那樣又如何？（，Sore ga Dōshita）（1991年52號） - 061. 正義的夥伴（，Seigi no Mikata）（1992年1·2合併號） - 062. 櫻木軍團（，Sakuragi-gundan）（1992年3·4合併號） |

| - 063. 「絕對不會再來」（，Nido to Konai）（1992年5號） - 064. 三井壽（，Mitsui）（1992年6號） - 065. 把鞋脫掉（，Kutsu o nuge）（1992年7號） - 066. MVP（）（1992年8號） - 067. 稱霸全國（，Zenkoku Seiha）（1992年9號） | - 068. 三井壽15歲（，Mitsui Hisashi Jūgo-sai）（1992年10號） - 069. WISH（）（1992年11號） - 070. 不痛了！（，Itakunee）（1992年12號） - 071. 籃球（）（1992年13號） |

| - 072. START（）（1992年14號） - 073. 5月19日（，Gogatsu Nijūkunichi）（1992年15號） - 074. 問題兒軍團（，Mondaiji Shūdan）（1992年16號） - 075. Who Are Those Guys?（）（1992年17號） - 076. FREETHROW（）（1992年18號） | - 077. ROOKIE SENSATION（）（1992年19號） - 078. 天才的證明（，Tensai no Shōmei）（1992年20號） - 079. 天才的憂鬱（，Tensai no Yū'utsu）（1992年21·22合併號） - 080. 天才的憂鬱2（，Tensai no Yū'utsu Tsū）（1992年23號） |

| - 081. 強隊（，Kyōgō）（1992年24號） - 082. TIP OFF（）（1992年25號） - 083. 第一中鋒（，Nanbā Wan Sentā）（1992年26號） - 084. 個人秀（，Kojin Purē）（1992年27號） - 085. 搭配錯誤（，Misumatchi）（1992年28號） | - 086. 翔陽的誤算（，Shōyō no Gosan）（1992年29號） - 087. 上半場比賽終了（，Zenhan no Owarikata）（1992年30號） - 088. 籃板王櫻木花道（，Ribaundo Ō Sakuragi）（1992年31號） - 089. 翔陽高中#4（，Shōyō Nanbā Fō）（1992年32號） |

| - 090. 擁有藤真的翔陽（，Fujima no iru Shōyō）（1992年33號） - 091. 60秒（）（1992年34號） - 092. 獲勝（，Kachi ni Iku）（1992年35號） - 093. 三井極限說（，Mitsui Genkaisetsu）（1992年36·37合併號） - 094. 執著的大傻瓜（，Dai-Bakayarō）（1992年38號） | - 095. 4次犯規（，Fō Fauru）（1992年39號） - 096. ROOKIES（）（1992年40號） - 097. 僥倖獲勝！（，Magure da toshitemo）（1992年41號） - 098. 今日的名人（，Kyō no Yūmeijin）（1992年42號） |

| - 099. 向王者挑戰（，Ōja e no Chōsen）（1992年43號） - 100. 大黑柱（，Daikokubashira）（1992年44號） - 101. 奮力激戰（，Kiai-iri Makuri）（1992年45號） - 102. 快攻&射籃（，Ran Ando Gan）（1992年46號） - 103. 群雄割據（，Gun'yūkakkyo）（1992年47號） | - 104. 意料之外的選手（，Keisan-gai Pureiyā）（1992年48號） - 105. 天才與小卒子（，Tensai to Zako）（1992年49號） - 106. 櫻木花道被看透（，Hadaka no Sakuragi）（1992年50號） - 107. 保留實力（，Onzon）（1992年51號） |

| - 108. 超強力籃板機器（，Chōkyō Ribaundo Mashīn）（1992年52號） - 109. 意外事故（）（1993年1號） - 110. 替補大猩猩（，Gori no Ana）（1993年2號） - 111. 大猩猩之弟（，Kingu Kongu Otōto）（1993年3·4合併號） - 112. 任性（）（1993年5·6合併號） | - 113. 銳不可擋（）（1993年7號） - 114. 支配比賽（）（1993年8號） - 115. 湘北的王牌（，Shōhoku no Ēsu）（1993年9號） - 116. 大猩猩回來了（，Gori IS BACK）（1993年10號） |

| - 117. 一年或兩年後（，Ichinen kara Ninen go）（1993年11號） - 118. 雙雄對決（，Ryōyū）（1993年12號） - 119. 第一好手（）（1993年13號） - 120. 絲般滑順（）（1993年14號） - 121. 安西教練的戰略（，Anzai Sakusen）（1993年15號） | - 122. 充滿活力（，Genki na otoko）（1993年16號） - 123. 屈辱（，Kutsujoku）（1993年17號） - 124. 我要獲勝（）（1993年18號） - 125. 頑強的對手（，Shibotoi Yatsura）（1993年19號） |

| - 126. 體力的極限（，Tairyoku no Genkai）（1993年20號） - 127. 打倒・牧（，Datō Maki）（1993年21·22合併號） - 128. 賭上天才之名（，Tensai no Na ni Kakete）（1993年23號） - 129. 賭上天才之名2（，Tensai no Na ni Kakete Tsū）（1993年24號） - 130. 天堂與地獄（，Tengoku to Jigoku）（1993年25號） | - 131. 天堂與地獄2（，Tengoku to Jigoku Tsū）（1993年26號） - 132. 背水一戰（，Gakeppuchi）（1993年27號） - 133. 責任問題（，Sekinin Mondai）（1993年28號） - 134. 光頭的反擊（，Bōzu-atama no Gyakushū）（1993年29號） |

| - 135. 中鋒三井壽（，Sentā Mitsui）（1993年30號） - 136. 以投籃為目標（，Shūto o Nera e）（1993年31號） - 137. 三天（）（1993年32號） - 138. 生存遊戲（，Sabaibaru Gēmu）（1993年33號） - 139. 陵南的挑戰（，Ryōnan no Chōsen）（1993年34號） | - 140. 奇策（，Kisaku）（1993年35號） - 141. 後衛（）（1993年36·37合併號） - 142. 阿福的秘密（，Fuku-chan no Himitsu）（1993年38號） - 143. 海南波（，Kainan WAVE）（1993年39號） |

| - 144. 步向全國（，Zenkoku e no Michi）（1993年40號） - 145. 超級明星大對決（，Sūpāsutā Taiketsu）（1993年41號） - 146. 再接再厲（，Mō hito ganbari）（1993年42號） - 147. 仙道的劇本（，Sendō no Shinario）（1993年43號） - 148. 老爹（，Oyaji）（1993年44號） | - 149. 最後的席次（，Saigo no Isu）（1993年45號） - 150. 湘北和陵南（，Shōhoku to Ryōnan）（1993年46號） - 151. 處在邊緣（）（1993年47號） - 152. 孤立（，Aisorēshon）（1993年48號） |

| - 153. 企圖擺脫（，Nuke-sō）（1993年49號） - 154. 大猩猩失常（，Gori Ihen）（1993年50號） - 155. 猴老大咆哮（，Bosu Saru Hōkō）（1993年51號） - 156. 失控的兩人（，Mechakucha na Futari）（1993年52號） - 157. 屈辱2（，Kutsujoku Tsū）（1994年1號） | - 158. 陷阱的預感（，Otoshiana no Yokan）（1994年2號） - 159. 給我喝采（，Hometekure）（1994年3·4合併號） - 160. 經驗（，Keiken）（1994年5·6合併號） - 161. 敗北（，Haiboku）（1994年7號） |

| - 162. 下半場比賽（）（1994年8號） - 163. 沈默的上半場（，Chinmoku no Zenhan）（1994年9號） - 164. 王牌（，Ēsu）（1994年10號） - 165. 忍耐（，Gaman）（1994年11號） - 166. 不受教的傢伙（，Korinai otoko）（1994年12號） | - 167. 妙技（，Fain Purei）（1994年13號） - 168. 岡田教練的夢想（，Taoka no Yume）（1994年14號） - 169. 籃板王大奮戰（，Ribaundo Ō Sakuragi funtō）（1994年15號） - 170. 勝利的喊叫聲（，Shōri no Otakebi）（1994年16號） |

| - 171. 你們很強（，Kimi-tachi wa Tsuyoi）（1994年17號） - 172. 猴老大回來了（，Bosu IS BACK）（1994年18號） - 173. 集中力（，Shūchūryoku）（1994年19號） - 174. 憂鬱的顏色（）（1994年20號） - 175. 主角（，Shuyaku）（1994年21·22合併號） | - 176. 不安的要素（，Fuan Yōso）（1994年23號） - 177. 得分之鑰（，Tentori-ya）（1994年24號） - 178. 仙道火力全開（，Sendō ON FIRE）（1994年25號） - 179. 湘北崩潰（，Shōhoku Hōkai）（1994年26號） |

| - 180. 三井悔恨（，Mitsui Kaikon）（1994年27號） - 181. 門外漢·櫻木（，Shirōto Sakuragi）（1994年28號） - 182. 門外漢·櫻木2（，Shirōto Sakuragi Tsū）（1994年29號） - 183. 眼鏡仔（，Meganekun）（1994年30號） - 184. 勝敗（，Shōhai）（1994年31號） | - 185. IH賽（，Intāhai）（1994年32號） - 186. 愛知之星（，Aichi no Hoshi）（1994年33號） - 187. 一年級的傢伙（，Ichinen Bōzu）（1994年34號） - 188. 彥一回大阪（，Hikoichi, Ōsaka ni Kaeru）（1994年35號） |

| - 189. 籃球王國（，Basuketto no Kuni）（1994年36·37合併號） - 190. 全國最出色的高中生（，Nippon ichi no Kōkōsei）（1994年38號） - 191. 一對一（）（1994年39號） - 192. 第一回合（）（1994年40號） - 193. 全國比賽危險了（，Zenkoku ga abunai）（1994年41號） | - 194. 集訓（，Gasshuku）（1994年42號） - 195. 集訓2（，Gasshuku Tsū）（1994年43號） - 196. 集訓3（，Gasshuku Surī）（1994年44號） - 197. 新運動鞋（，Basshu (burando-nyū)）（1994年45號） |

| - 198. 新幹線（，Shinkansen）（1994年46號） - 199. 第一戰的前夜（，Shosen Zen'ya）（1994年47號） - 200. A級的豐玉·C級的湘北（，Ē Ranku Toyotama - Shī Ranku Shōhoku）（1994年48號） - 201. A級和C級的對決（，Ē Ranku to Shī Ranku）（1994年49號） - 202. 天才生氣了（，Okoreru Tensai）（1994年50號） | - 203. 大猩猩狀況絕佳（，Gori Zekkōchō）（1994年51號） - 204. 跳投（，Janpu Shūto）（1994年52號） - 205. 疑惑的王牌殺手（，Giwaku no Ēsu Kirā）（1995年1號） - 206. 我們太天真（，Ore-tachi wa Amai）（1995年2號） |

| - 207. 正面迎戰（，Makkō Shōbu）（1995年3·4合併號） - 208. 王牌的證明（，Ēsu no Shōmei）（1995年5·6合併號） - 209. 集訓投籃（，Gasshuku Shūto）（1995年7號） - 210. 湘北追擊（，Shōhoku Tsuigeki）（1995年8號） - 211. 內部分裂（，Naibu Hōkai）（1995年9號） | - 212. 為了勝利（，Shōri no Tame ni）（1995年10號） - 213. 王牌殺手的末路（，Ēsu Kirā no Saigo）（1995年11號） - 214. 對勝利的執著（，Shōri e no Shūnen）（1995年12號） - 215. 山王（，Yamaō）（1995年13號） |

| - 216. 王者（，Ōja）（1995年14號） - 217. 清晨時的天才（，Yoake no Tensai）（1995年15號） - 218. 湘北徹底解剖（，Shōhoku Tettei Kaibō）（1995年16號） - 219. 強豪登場（，Kyōgō Tōjō）（1995年17號） - 220. 開戰前（，Tatakau mae）（1995年18號） | - 221. 企盼山王工業登場比賽（，Hayaku mitai San'nō Kōgyō）（1995年19號） - 222. 最大的挑戰！（，Saidai no Chōsen）（1995年20號） - 223. 「奇襲」（，"Kishū"）（1995年21·22合併號） - 224. 天才？（，Tensai）（1995年23號） |

| - 225. 神射手（，Shūtā）（1995年24號） - 226. 絕活出現（，Dekisugi）（1995年25號） - 227. 故意（，Neraidōri）（1995年26號） - 228. 逆麟（，Puraido）（1995年27號） - 229. 高壯男孩（，Biggu Man）（1995年28號） | - 230. 局部戰（，Kyokuchisen）（1995年29號） - 231. 以力量決勝負（，Pawā Shōbu）（1995年30號） - 232. 別了！大金剛（，Sayonara Maruo）（1995年31號） - 233. 怒濤洶湧的後半場（，Dōtō no Kōhan）（1995年32號） |

| - 234. 湘北 in Trouble（，Shōhoku in Toraburu）（1995年33號） - 235. 零分戰術（，Zōnpuresu）（1995年34號） - 236. 速度王（，Supīdosutā）（1995年35號） - 237. THE MAN（）（1995年36·37合併號） - 238. IN THE MIDDLE（）（1995年38號） | - 239. 身材高大、球技又好（，Daikkikute uma i）（1995年39號） - 240. 極不穩定的湘北（，Kakko Warui Shōhoku）（1995年40號） - 241. 4 POINTS（）（1995年41號） - 242. 王牌報到（，Kirifuda Sanjō）（1995年42號） |

| - 243. O.R.(進攻籃板球)（）（1995年43號） - 244. HEART OF TEAM（）（1995年44號） - 245. 衝破黑暗面（，Yami no Soto e）（1995年45號） - 246. 主將的覺醒（，Shushō no Ketsui）（1995年46號） - 247. 決不讓步（，Yuzurenai）（1995年47號） | - 248. 二年之間（，Ninenkan）（1995年48號） - 249. 信賴（，Shinrai）（1995年49號） - 250. 比賽情勢（，Rizumu）（1995年50號） - 251. 繼續發威（，Zu ni nore）（1995年51號） |

| - 252. 卓越的天才（，Itsuzai）（1995年52號） - 253. 澤北王牌的逆襲（，Ēsu Sawakita no Gyakushū）（1996年1號） - 254. 超級王牌（，Sūpā Ēsu）（1996年2號） - 255. 澤北（，Sawakita）（1996年3·4合併號） - 256. 挑戰（，Charenji）（1996年5·6合併號） | - 257. 挑戰2（，Charenji Tsū）（1996年7號） - 258. 布局（，Fuseki）（1996年8號） - 259. 布局2（，Fuseki Tsū）（1996年9號） - 260. 加倍償還球場上的恥辱給你（，Kari wa soku Kaesanakereba naranai）（1996年10號） |

| - 261. SWISH（）（1996年11號） - 262. 1對2（，Wan tai Tsū）（1996年12號） - 263. 有點道理（，Ichiriaru）（1996年13號） - 264. 救世主（，Kyūseishu）（1996年14號） - 265. 指示（，Sashizu）（1996年15號） | - 266. 起點（，Genten）（1996年16號） - 267. 選手生命（，Senshū Shimei）（1996年17號） - 268. 超強！山王的體力（，Saikyō San'nō no Tairyoku）（1996年18號） - 269. 天才薄命（，Tensai Hakumei）（1996年19號） |

| - 270. 光榮時刻（，Eikō no Toki）（1996年20號） - 271. 意志堅決的湘北（，Danko Shōhoku）（1996年21號） - 272. 死守（，Shishu）（1995年22·23合併號） - 273. 死戰（，Shiryoku）（1996年24號） | - 274. 5對4（，Faibu tai Fō）（1996年25號） - 275. and 1（）（1996年26號） - 276. 湘北高中籃球隊（，Shōhoku Kōkō Basukettobōru-bu）（1996年27號） |